# Мехмед бей Михалоглу
Мехмед бей Михалоглу († след 1532 г.) е османски паша на Никопол. От 1522 г. се намесва в политиката на Влашко в опит да застане начело на княжеството. Мехмед бей Михалоглу е главен герой в т.нар. брашовско писмо.
Михалоглу е потомък на християнски вероотстъпник, възможно от влашки произход на име Михаил, приел исляма в началото на XV в. Този Михаил е смятан от неговите потомци за втория син на войводата Михаил I, изпратен от баща си като заложник при османците. Наследниците на Михаил са назначени от султана да управляват голям пашалък в Румелия около Никопол. От потомците на Михаил са известни имената на Хизир бей († 1452) и неговия син Али бей Михалоглу († 1507 г. в Плевен).
Мехмед бей Михалоглу е третият от петте сина на Али бей Михалоглу от неговата съпруга християнка Мехтар Ханъм, която според Матей Казакул е Мария, дъщеря на бан Нягое от Крайова, родоначалника на влиятелния влашки род Крайовеску.
След като влашкият княз Влад V Тинар се обявява за васал на унгарския крал Лайош II през 1511 г., той влиза в конфликт с болярите, които застават на страната на неговите съперници Крайовеску и се стичат в тяхната войска. Османските войски, предвождани от Мехмед бей Михалоглу и подкрепящи Крайовеску, пресичат Дунава и слагат на трона новия избраник на султана и на рода Крайовеску Нягое I Басараб.
През 1514 Мехмед бей придружава султан Селим I във военната му кампания в Иран, а през 1517 и в Египет. Връщайки се в Европа, той участва и в превземането на Белград през 1521 г.
Междувременно през същата 1521 умира Нягое I Басараб и на влашкия престол го наследява синът му Теодосий I. Практически властта на новия влашки княз се крепи на военната подкрепа на Мехмед бей, който се разправя с претендентите Влад VI Драгомир и Раду V Афумати.
След смъртта на Теодосий през 1522 г. Мехмед бей поисква от султана да му повери да управлява Влахия от негово име. И той действително управлява няколко месеца докато Раду Афумати се завръща победоносно, подкрепен от трансилванските си съюзници.
В следващите години Мехмед бей Михалоглу взема участие в кампаниите на султана в Унгария и Австрия. С убийството на Раду V Афумати обаче вниманието му отново е привлечено към Влашко, където безуспешно се опитва да наложи като владетел своето протеже Басараб V. Болярите обаче решават да качат на трона Мойсе I, а Мехмед бей им противопоставя Влад VII Инекатул. Влад Инекатул обаче управлява само две години (до 1532), когато при злополука се удавя.
След 1532 г. Мехмед бей не се споменава повече в източниците. Вероятно е заменен от Хизир бей Михалоглу II (възможно негов брат) и от Касим бей Михалоглу (евентуално негов син), но липсва яснота за точната им роднинска връзка.